# Selenogyrus austini
Selenogyrus austini är en spindelart som beskrevs av Smith 1990. Selenogyrus austini ingår i släktet Selenogyrus och familjen fågelspindlar.
Artens utbredningsområde är Sierra Leone. Inga underarter finns listade i Catalogue of Life.